# Hans Homma

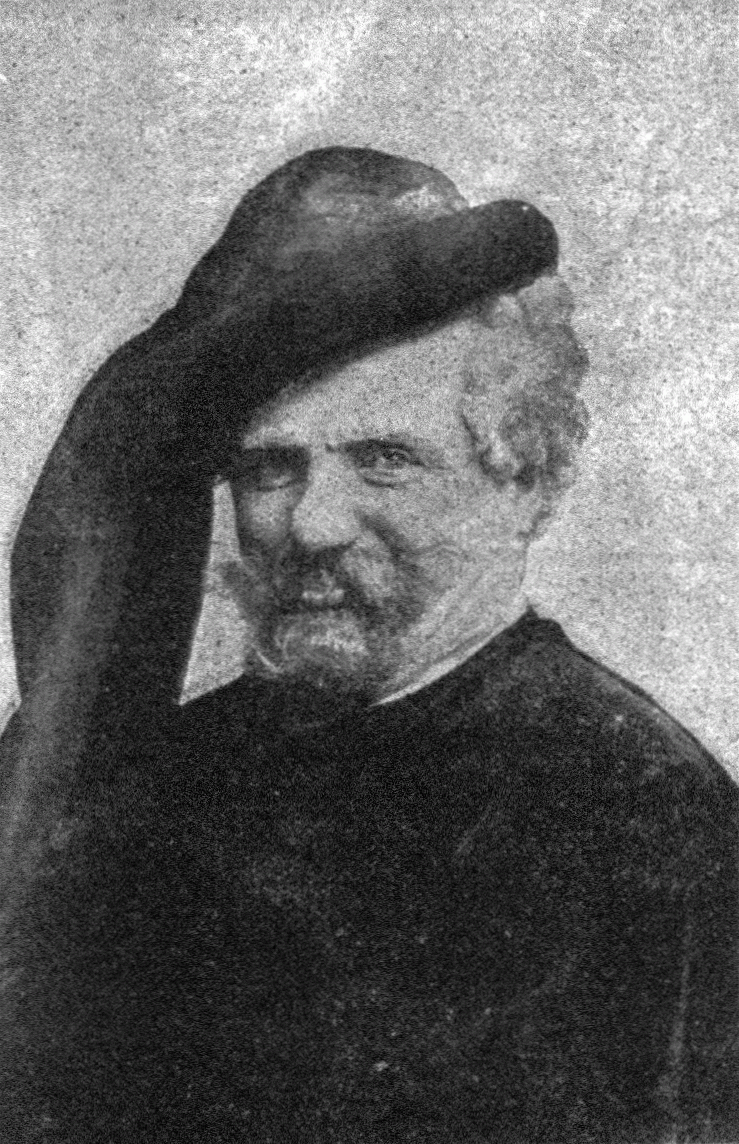
Hans Homma (1906) als „Falstaff“ im Deutschen Volkstheater (R. Krziwanek)

Hans Homma (* 22. April 1874 in Wien; † 8. Mai 1943 ebenda) war ein österreichischer Schauspieler und Filmregisseur.

## Leben
Er debütierte 1893 in Olmütz als „Spiegelberg“, danach spielte er in Marburg, Czernowitz und an Bühnen in Linz (1897), München und Berlin. Im Jahr 1900 erhielt er ein Engagement am Raimundtheater seiner Heimatstadt Wien. Später wechselte er an das Volkstheater.
Homma war ein Vertreter des Alt-Wiener Volkstheaters, wo er vor allem in komischen Rollen zu sehen war. Als Haupt- und Nebendarsteller agierte er ab 1912 auch immer wieder in Filmen. Seit 1921 war er ausschließlich als Regisseur für die Pan-Film tätig, ab 1928 wirkte er nur noch als Schauspieler. In den 30er Jahren wurde er zum typischen Honoratiorendarsteller, der  Adelige, Direktoren oder Vorsitzende verkörperte wie den General von Ketterer in Hohe Schule (1934). Wegen einer schweren Erkrankung musste er seinen Beruf vorzeitig aufgeben.

## Filmografie
- 1912: Der Unbekannte
- 1917: Das Geheimnis des Waldes
- 1918: Das Spitzentuch
- 1919: Die um Liebe kämpfen
- 1920: Königin Draga
- 1920: Das vierte Gebot
- 1920: Die Geheimnisse von London
- 1921: Der Roman zweier Herzen (nur Regie)
- 1922: Die Venus (nur Regie)
- 1922: Das Gespenst auf Mortons Schloß (nur Regie)
- 1922: Die Marquise von Clermont (nur Regie)
- 1922: Rondinella (nur Regie)
- 1923: Die Hölle von Barballo (nur Regie)
- 1923: Wie sag' ich's meinem Kinde? (nur Regie)
- 1924: Die Puppe des Maharadscha (nur Regie)
- 1924: Orlac’s Hände
- 1925: Eine vornehme Ehe (nur Regie)
- 1928: Der Scheidungsanwalt (Die Frau von gestern und morgen)
- 1928: Modellhaus Crevette
- 1928: Herzog Hansl (Erzherzog Johann)
- 1929: Die Dame auf der Banknote
- 1929: Der Monte Christo von Prag
- 1934: Frühjahrsparade
- 1934: Hohe Schule
- 1934: Salto in die Seligkeit
- 1935: Bretter, die die Welt bedeuten
- 1935: Letzte Liebe
- 1935: Hoheit tanzt Walzer
- 1936: Unsterbliche Melodien
- 1936: Blumen aus Nizza